# Kędzierzawice
Kędzierzawice – wieś sołecka w Polsce położona w województwie mazowieckim, w powiecie nowodworskim, w gminie Nasielsk.
| SIMC    | Nazwa                 | Rodzaj    |
| ------- | --------------------- | --------- |
| 0120052 | Kędzierzawice-Folwark | część wsi |

W latach 1975–1998 miejscowość administracyjnie należała do województwa ciechanowskiego.